# グロットレッラ
グロットレッラ（伊: Grottolella）は、イタリア共和国カンパニア州アヴェッリーノ県にある、人口約1,900人の基礎自治体（コムーネ）。

## 地理

### 位置・広がり

#### 隣接コムーネ
隣接するコムーネは以下の通り。
- アルタヴィッラ・イルピーナ
- アヴェッリーノ
- カプリリーア・イルピーナ
- モンテフレーダネ
- プラータ・ディ・プリンチパート・ウルトラ
- サンタンジェロ・ア・スカーラ

## 行政

### 分離集落
グロットレッラには、以下の分離集落（フラツィオーネ）がある。
- Pozzo del Sale, Spinelli, Taverna del Monaco, Tropeani